# 秋山賢治
秋山 賢治（あきやま けんじ、1969年（昭和44年）8月16日 - ）は、日本の政治家。立憲民主党所属の下関市議会議員（1期）。元国会議員秘書。

## 来歴
山口県下関市出身。早鞆高等学校を卒業後、株式会社ゼンリンに入社。勤務先の紹介で自民党の安倍晋三の1回目の選挙を手伝い、1993年から安倍晋三の私設秘書として勤務。2007年より、西川京子、井上貴博の公設秘書を務める。2019年より、老人保健施設の支援相談員として勤務。
2017年3月の下関市議会議員補欠選挙、および2019年2月の下関市議会議員選挙に無所属で出馬したが、落選。
2022年3月、立憲民主党山口県連より第26回参議院議員通常選挙山口選挙区に公認発表。2022年6月、自宅周辺に異臭のする液体をまかれる、自宅前ポスターが剥がされるなどの嫌がらせに遭い、山口県警に被害届を提出。2022年7月10日、第26回参議院議員通常選挙落選。
2022年9月、翌年2月の下関市議会議員選挙に立憲民主党より公認されたことが発表される。2023年2月5日、下関市議会議員選挙にて初当選。

## 選挙歴
| 当落 | 選挙                         | 執行日         | 年齢 | 選挙区       | 政党       | 得票数    | 得票率 | 定数 | 得票順位 /候補者数 | 政党内比例順位 /政党当選者数 |
| ---- | ---------------------------- | -------------- | ---- | ------------ | ---------- | --------- | ------ | ---- | ------------------ | ---------------------------- |
| 落   | 2017年下関市議会議員補欠選挙 | 2017年3月12日  | 47   | ーー         | 無所属     | 4万5426票 | 46.01% | 1    | 1/2                | /                            |
| 落   | 2019年下関市議会議員選挙     | 2019年2月3日   | 49   | ーー         | 無所属     | 1061票    | ーー   | 34   | 39/41              | /                            |
| 落   | 第26回参議院議員通常選挙     | 2022年07月10日 | 52   | 山口県選挙区 | 立憲民主党 | 6万1853票 | 11.91% | 1    | 2/7                | /                            |
| 当   | 2023年下関市議会議員選挙     | 2023年2月5日   | 53   | ーー         | 立憲民主党 | 1740票    | ーー   | 34   | 26/49              | /                            |